# Comisaría General de Extranjería y Fronteras
La Comisaría General de Extranjería y Fronteras es una unidad del Cuerpo Nacional de Policía directamente dependiente de la Dirección Adjunta Operativa de la Dirección General de la Policía. Esta unidad se encarga del control de entrada y salida del territorio nacional de españoles y extranjeros; la prevención, persecución e investigación de las redes de inmigración ilegal, y, en general, el régimen policial de extranjería, refugio y asilo e inmigración.
Su máximo responsable es un Comisario Principal con el título de Comisario General de Extranjería y Fronteras cuyo actual titular es Julián Ávila Polo.

## Origen
Esta Comisaría General es heredera de las Comisarías Generales de Fronteras y de Documentación, creadas a mediados del siglo XX.
La Comisaría General de Extranjería y Fronteras nació en 2008. Tras años de evolución de las competencias del Ministerio del Interior así como su organización interna, en 2008 las funciones relativas a documentación se trasladaron a otros órganos, suprimiendo pues la Comisaría General de Extranjería y Documentación (o del Documento Nacional de Identidad) que pasaba ahora a encargarse únicamente de asuntos fronterizos y de extranjería.

## Composición
La Comisaría General ejerce sus funciones a través de estos órganos:
- La Secretaría General.
Es un órgano de apoyo al Comisario General al frente de la cual se encuentra el Segundo Jefe de la Comisaría General. Planifica y analiza las líneas generales de actuación; dirige y coordina las funciones relacionadas con la normativa y emisión de informes; gestiona los asuntos relativos al régimen de personal, medios técnicos y materiales así como los referidos a la tramitación y control de los procedimientos de extranjería; se responsabiliza de las bases de datos propias; gestiona el Registro Central de Extranjeros y, en coordinación con la Fiscalía General del Estado, el Registro de Menores Extranjeros No Acompañados.
- La Unidad Central de Redes de Inmigración Ilegal y Falsedades Documentales (UCRIF CENTRAL).
Le corresponde la investigación de las actividades delictivas, tanto nacional como internacional, relacionadas con la trata de seres humanos, el tráfico de personas, la inmigración ilegal y las falsedades documentales en esta materia, así como de los delitos relacionados con aquéllos; realiza la coordinación operativa y apoyo técnico de las Brigadas y Unidades territoriales; la captación, análisis, explotación, seguimiento, difusión e intercambio, tanto a organismos nacionales como internacionales, de información relativa a la inmigración irregular, tráfico de seres humanos y de cualquier otro aspecto relacionado con la extranjería y tráfico de personas; y las funciones de inteligencia y planificación de la información de carácter policial en materia de extranjería.
- La Unidad Central de Fronteras.
Realiza las funciones de gestión, coordinación y control, relativas a la entrada y salida de españoles y extranjeros del territorio nacional, y el régimen de fronteras, así como la coordinación, en los Puestos Fronterizos, de aquellas otras que la legislación vigente atribuye al Cuerpo Nacional de Policía.
- La Unidad Central de Expulsiones y Repatriaciones.
Se encarga de la dirección, coordinación, organización, control y ejecución de las expulsiones, devoluciones y repatriaciones de menores, así como el control y coordinación de los centros de internamiento de extranjeros. Igualmente, efectúa las gestiones tendentes a la determinación de la nacionalidad de procedencia de los ciudadanos extranjeros indocumentados y coordina el cauce de información con los establecimientos penitenciarios referente a la excarcelación de extranjeros.
Administra los Centro de Internamiento de Extranjeros (CIE).
- El Centro Nacional de Inmigración y Fronteras (CENIF).
Le corresponde la elaboración, canalización y seguimiento de la aplicación de la normativa de la Unión Europea e Internacional, en materias propias de la Comisaría General (extranjería, fronteras e inmigración). Igualmente, le corresponde la elaboración de informes especializados solicitados por distintos órganos nacionales e internacionales, en particular de la Unión Europea, además de los derivados de las relaciones bilaterales y multilaterales, en materia de extranjería y fronteras, así como la coordinación estratégica y su impacto operativo.